# Amaurornis olivieri
Amaurornis olivieri é uma espécie de ave da família Rallidae.
É endémica de Madagáscar.
Os seus habitats naturais são: rios, pântanos, lagos de água doce.
Está ameaçada por perda de habitat.